# Globulina de legare a tiroxinei
Globulina de legare a tiroxinei (abreviată TBG, din engleză thyroxine-binding globuline) este o proteină din familia globulinelor care la om este codificată de gena SERPINA7. TBG se leagă de hormonii tiroidieni din circulație. Este una din cele trei proteine de transport (împreună cu transtiretina și albumină serică) responsabile pentru transportul hormonilor tiroidieni tiroxină (T4) și triiodotironină (T3) în fluxul sanguin. Dintre aceste trei proteine, TBG are cea mai mare afinitate pentru T4 și T3, dar este prezentă în cea mai mică concentrație. În ciuda concentrației scăzută, TBG transportă majoritatea T4 în plasma sanguină. Din cauza concentrației foarte scăzute de T4 și T3 din sânge, TBG este rareori saturată peste 25% cu ligandul său. Spre deosebire de transtiretină și albumină, TBG are un singur sit de legare pentru T4/T3. TBG este sintetizată în principal în ficat ca o proteină de 54-kDa. Din punct de vedere genomic, TBG este o serpină, dar nu are nici o funcție de inhibare, spre deosebire de mulți alți membri ai acestei clase de proteine.

## Rol în diagnostic
Testele asupra globulinei de legare a tiroxinei sunt uneori folosite pentru a descoperi cauza nivelurilor mari sau mici de hormon tiroidian. Acest lucru se face prin măsurarea rășinii de legare a hormonului tiroidian etichetat, acțiune ce are loc numai atunci când hormonii tiroidieni etichetați sunt liberi.
Serul pacientului este amestecat cu hormoni tiroidieni etichetați. Apoi, se adăugă rășină de legare la amestec, pentru a măsura cantitatea de hormoni tiroidieni etichetați liberi. De exemplu, dacă pacientul este cu adevărat hipotiroidic, iar nivelurile de TBG sunt normale, atunci există multe situri libere pentru legarea de TBG, deoarece nivelul hormonilor tiroidieni este scăzut. Prin urmare, atunci când  este adăugat hormonul etichetat, acesta se va lega întâi de TBG și doar o cantitate mică se va lega de rășină. În schimb, dacă pacientul este cu adevărat hipertiroidic, iar nivelurile TBG sunt normale, hormonul endogen va satura siturile de legare TBG, lăsând mai puțin loc pentru hormonul etichetat, care se va lega mai mult de rășină.